# Listă de acarieni din România

## SupraordinulParasitiformes

### OrdinulIxodida

#### FamiliaArgasidae
- - Argas persicus
  - Argas orinius

#### FamiliaIxodidae
- - Dermacentor marginatus
  - Dermacentor reticulatus
  - Haemaphysalis concinna
  - Haemaphysalis inermis
  - Haemaphysalis parva
  - Haemaphysalis punctata
  - Haemaphysalis sulcata
  - Hyalomma aegyptium
  - Hyalomma detritum scupense
  - Hyalomma marginatum marginatum
  - Ixodes apronophorus
  - Ixodes arboricola
  - Ixodes crenulatus
  - Ixodes hexagonus
  - Ixodes laguri
  - Ixodes redikorzevi
  - Ixodes ricinus
  - Ixodes rugicollis
  - Ixodes simplex
  - Ixodes trianguliceps
  - Ixodes vespertilionis
  - Rhipicephalus annulatus
  - Rhipicephalus bursa
  - Rhipicephalus rossicus
  - Rhipicephalus sanguineus

### OrdinulMesostigmata

#### SubordinulDermanyssina

##### FamiliaAscidae
- Asca
  - Asca bicornis (Canestrini and Fanzago, 1887)

##### FamiliaLaelapidae
- Hypoaspis
  - Hypoaspis aculeifer (Canestrini, 1883)
- Pachylaelaps
  - Pachylaelaps furcifer (Oudemans, 1903)
- Pachyseius
  - Pachyseius humeralis (Berlese, 1910)
- Pseudolaelaps
  - Pseudolaelaps doderoi (Berlese, 1910)

##### FamiliaRhodacaridae
- Rhodacarus
  - Rhodacarus denticulatus (Berlese, 1921)
- Rhodacarellus
  - Rhodacarellus perspicuus (Halaskova, 1958)

#### SubordinulEpicriina

##### FamiliaZerconidae
- Prozercon
  - Prozercon katae (Ujvári et Călugăr, 2010)
  - Prozercon (Plumatozercon) plumosus (Călugăr, 2004)
  - Prozercon tragardhisimilis (Solomon, 1982)

- Zercon
  - Zercon aniellae (Solomon, 1982)
  - Zercon atypicus (Ujvári et Călugăr, 2010)
  - Zercon blaszaki (Solomon, 1984)
  - Zercon carpathicus (Sellnick, 1958)
  - Zercon dentatus (Ujvári et Călugăr, 2010)
  - Zercon foveolatus (Halašková, 1969)
  - Zercon hungaricus (Sellnick, 1958)
  - Zercon marinae (Ivan et Călugăr, 2004)
  - Zercon magdae (Ivan et Călugăr, 2004)
  - Zercon moldavicus (Călugăr, 1997)
  - Zercon peltatus (Koch, 1836)
  - Zercon similifoveolatus (Ivan et Călugăr, 2004)
  - Zercon sylvii (Solomon, 1984)

#### SubordinulParasitina

##### FamiliaParasitidae
- Pergamasus
  - Pergamasus quisquiliarum (R. and G. Canestrini, 1882)

## SupraordinulAcariformes

### OrdinulSarcoptiformes

#### SubordinulOribatida
- - Achypteria coleoptrata (Linné, 1758)
  - Achypteria oudemansi (Hammen, 1952)
  - Adoristes ovatus (C.L.Koch, 1840)
  - Amerobelba decedens (Berlese, 1908)
  - Belba corynopus (Herm., 1804)
  - Belba pseudocorynopus (Märkel, 1960)
  - Berniniella bicarinata (Paoli, 1908)
  - Brachychthonius berlesei (Willmann, 1928)
  - Carabodes femoralis (Nicolet H., 1855)
  - Ceratoppia bipilis (Hermann J. F., 1804)
  - Ceratoppia sexpilosa (Willmann, 1938)
  - Ceratozetella minimus (Sellnick, 1928)
  - Ceratozetes contiguus (Jeleva, 1962)
  - Ceratozetes fusifer (Mihelþiþ F., 1956)
  - Ceratozetes mediocris (Berlese, 1908)
  - Ceratozetes minutissimus (Willmann, 1951)
  - Chamobates cuspidatus (Michael A. D., 1884)
  - Chamobates spinosus (Sellnick M., 1928)
  - Ctenobelba pectinigera (Berles), 1908)
  - Damaeobelba minutissima (Sellnick, 1928)
  - Damaeollus asperatums (Berlese, 1904)
  - Damaeollus ornatissimus (Berlese, 1904)
  - Dissorhina ornata (Oudemans A. C., 1900)
  - Epilohmannia cylindrica (Berlese, 1904)
  - Eporibatulla rauschenenis (Sellnick M., 1928)
  - Eremaeus oblongus (Koch, 1836)
  - Eulohmannia ribagai (Berlese, 1910)
  - Eupelops acromios (Hermann L. van der, 1804)
  - Euphthiracarus cribrarius (Berlese A., 1904)
  - Fosseremaeus laciniatus (Berlese), 1836)
  - Galumna elimata (C.L.Koch, 1841)
  - Galumna obvia (Berlese A., 1915)
  - Globozetes tricuspidatus (Willmann, 1953)
  - Haplophthiracarus pavidus (Berlese, 1913)
  - Hermanniella dolosa (Grandjean, 1931)
  - Hypochthonilella pallidula (C.L.Koch sensu Willmann C., 1931)
  - Lauroppia falcata (Paoli G., 1908)
  - Lauroppia neerlandica (Oudemans A. C., 1900)
  - Liacarus vombi (Dalenius P., 1950)
  - Lohmannia lanceolata turcmenica (Zachv.,1960)
  - Medioppia obsoleta (Paoli G., 1908)
  - Metabellba pulverulenta (C.L.Koch, 1840)
  - Microppia minus (Paoli G., 1908)
  - Minunthozetes semirufus (C.L. Koch, 1841)
  - Multioppia laniseta (Moritz, 1966)
  - Nanhermannia elegantula (Berlese, 1913)
  - Nanhermannia nannus (Nicolet H., 1855)
  - Nothrus biciliatus (C.L. Koch, 1841)
  - Nothrus parvus (Sitnikova, 1975)
  - Ophidiotrichus vindobonensis (Piffl E., 1960)
  - Oppia chitinophincta (Kulijev, 1962)
  - Oppia fallax (Paoli, 1908)
  - Oppia serratirostris (Golosova, 1970)
  - Oppiella nova (Oudemans, 1902)
  - Oribatella berlesei (Michael A.D., 1898)
  - Oribatella tenuis (Csiszar, 1962)
  - Oribatulla pannonicus (Willmann C., 1949)
  - Oribatulla tibialis (Nicolet H., 1855)
  - Oribotritia berlesei (Michael, 1898)
  - Oribotritia serrata (Feider et Suciu, 1958)
  - Peloptulus phaenotus (C.L. Koch, 1844)
  - Pergalumna altera (Oudemans, 1915)
  - Pergalumna longior (Willmann, 1928)
  - Pergalumna minor (Willmann, 1938)
  - Perlohmannia dissimilis (Hewitt, 1908)
  - Phthiracarus dubinini (Feider et Suciu, 1957)
  - Phthiracarus globosus (C.L. Koch,1841)
  - Phthiracarus pallidus (Feider et Suciu, 1957)
  - Phthyracarus anonymum (Grandjean F., 1933)
  - Phtiracarus piger (Scopoli, 1973)
  - Protoribates capucinus (Berlese, 1908)
  - Protoribates lophotrichus (Berlese, 1904)
  - Protoribates monodactylus (Haller, 1804)
  - Protoribates pannonicus (Willmann, 1931)
  - Psudachypteria magnus (Sellnick, 1928)
  - Punctoribates punctum (C.L.Koch, 1839)
  - Ramusella insculpta (Paoli G., 1908)
  - Rhyzotritia ardua ardua (Koch, 1841)
  - Scheloribates distinctus (Mihelþiþ, 1964)
  - Scheloribates laevigatus (C.L.Koch, 1836)
  - Scutovertex minutus (C.L. Koch, 1836)
  - Stachyoppia muscicola (Balogh, 1961)
  - Steganacarus magnus (Nicolet H., 1855)
  - Suctobelba aliena (Moritz, 1970)
  - Suctobelba trigona (Michael A. D., 1888)
  - Suctobelbela baloghi (Forsslund K.-H., 1958)
  - Suctobelbella acutidens (Forsslund K.-H., 1941)
  - Suctobelbella baloghi (Forsslund K.-H., 1958)
  - Tectocepheus sarekensis (Trägårdh I., 1910)
  - Tectocepheus velatus (Michael A. D., 1880)
  - Trichoribates novus (Sellnick M., 1928)
  - Trichoribates oxypterus (Berlese, 1910)
  - Trichoribates trimaculatus (C.L.Koch, 1836)
  - Tropacarus carrinatus (C.L.Koch, 1841)
  - Tropacarus pulcherimus (Berlese, 1887)
  - Zetorchestes michronychus (Berlese, 1883)
  - Zygoribatula frisie (Oudemans, 1900)
  - Zygoribatulla terricola (V.der. Hammen, 1952)

### OrdinulTrombidiformes

#### SubordinulProstigmata

##### FamiliaTetranychidae
- Trachytes
  - Trachytes aegrota (Koch, 1841)
  - Tetranychus urticae (Koch, )
- Eotetranychus
  - Eotetranychus tiliarium (Hermann)
- Schizotetranychus
  - Schizotetranychus celarius (Banks)

##### FamiliaTrombiidae
- Podothrombium crassicristatum (Feider 1968)

- Trombidium breei Southcott, 1986 – Europa
- Trombidium brevimanum (Berlese, 1910) – Europa
- Trombidium carpaticum (Feider, 1950)
- Trombidium dacicum (Feider, 1950)
- Trombidium geniculatum (Feider, 1955)
- Trombidium heterotrichum (Berlese, 1910) – Europa
- Trombidium holosericeum (Linnaeus, 1758)
- Trombidium kneissli (Krausse, 1915) – Europa
- Trombidium latum C. L. Koch, 1837 – Europa
- Trombidium mastigotarsum (Feider, 1956)
- Trombidium mediterraneum (Berlese, 1910) – Europa, Algeria
- Trombidium meyeri (Krausse, 1916) – Europa
- Trombidium poriceps (Oudemans, 1904) – Europa
- Trombidium pygiacum C. L. Koch, 1837
- Trombidium rimosum C. L. Koch, 1837 – Europa
- Trombidium semilunare Feider, 1955
- Trombidium susteri (Feider, 1956)

##### FamiliaEriophyidae
- Charletonia krendowskyi Feider, 1954
- Eriophyes tiliae exilis (Nal.,)
- Eriophyes tiliae rudis (Nal.,)
- Eriophyes triradiatus (Nal.)

##### Familia Tarsonemidae
- - Polyphagotarsonemus latus (Banks)